# Jörgen Bergström
Nils Jörgen Bergström, även känd under artistnamnet Taurus, född 3 december 1973 i Upplands Väsby, är en svensk TV-personlighet och statist. Artistnamnet kommer från hans tid i TV-programmet Gladiatorerna där han spelade gladiatorn Taurus.

## Filmografi (i urval)
- 1996 – När Finbar försvann
- 2004 – Gladiatorerna
- 2006 – Beck – Gamen
- 2006 – Tusenbröder – Återkomsten
- 2007 – Se upp för dårarna
- 2009 – Kommissarie Späck
- 2012 – Äkta människor (TV-serie)
- 2021 – Gåsmamman (TV-serie)
- 2021 – Mer panik i tomteverkstan (TV-serie)